# Isolepis bicolor
Isolepis bicolor là loài thực vật có hoa trong họ Cói. Loài này được Carmich. mô tả khoa học đầu tiên năm 1819.